# M44 SPH
M44 SPH – amerykańska haubica samobieżna.
Działo M44 SPH zostało zbudowane na zmodyfikowanym podwoziu czołgu lekkiego M41 Walker Bulldog. Przebudowa podwozia objęła zmianę kierunku jazdy (przedział silnikowy umieszczony w czołgu z tyłu, znalazł się teraz z przodu pojazdu) i usunięcie koła napinającego. W tylnej części podwozia umieszczono otwartą od tyłu i góry nadbudówkę, w której umieszczono haubicę M45 kalibru 155 mm. Kąty ostrzału były równe 60° w płaszczyźnie poziomej i -5° do +65° w płaszczyźnie pionowej. Na stanowisku ogniowym działo było stabilizowane przy pomocy opuszczanego lemiesza. Dodatkowym uzbrojeniem był przeciwlotniczy wielkokalibrowy karabin maszynowy M2HB. Pierwsze działa M44 zostały zamówione w  1952 roku. W 1956 roku powstała wersja M44A1 wyposażona w silnik Continental AOSI-895-5.